# 东山 (苏州)

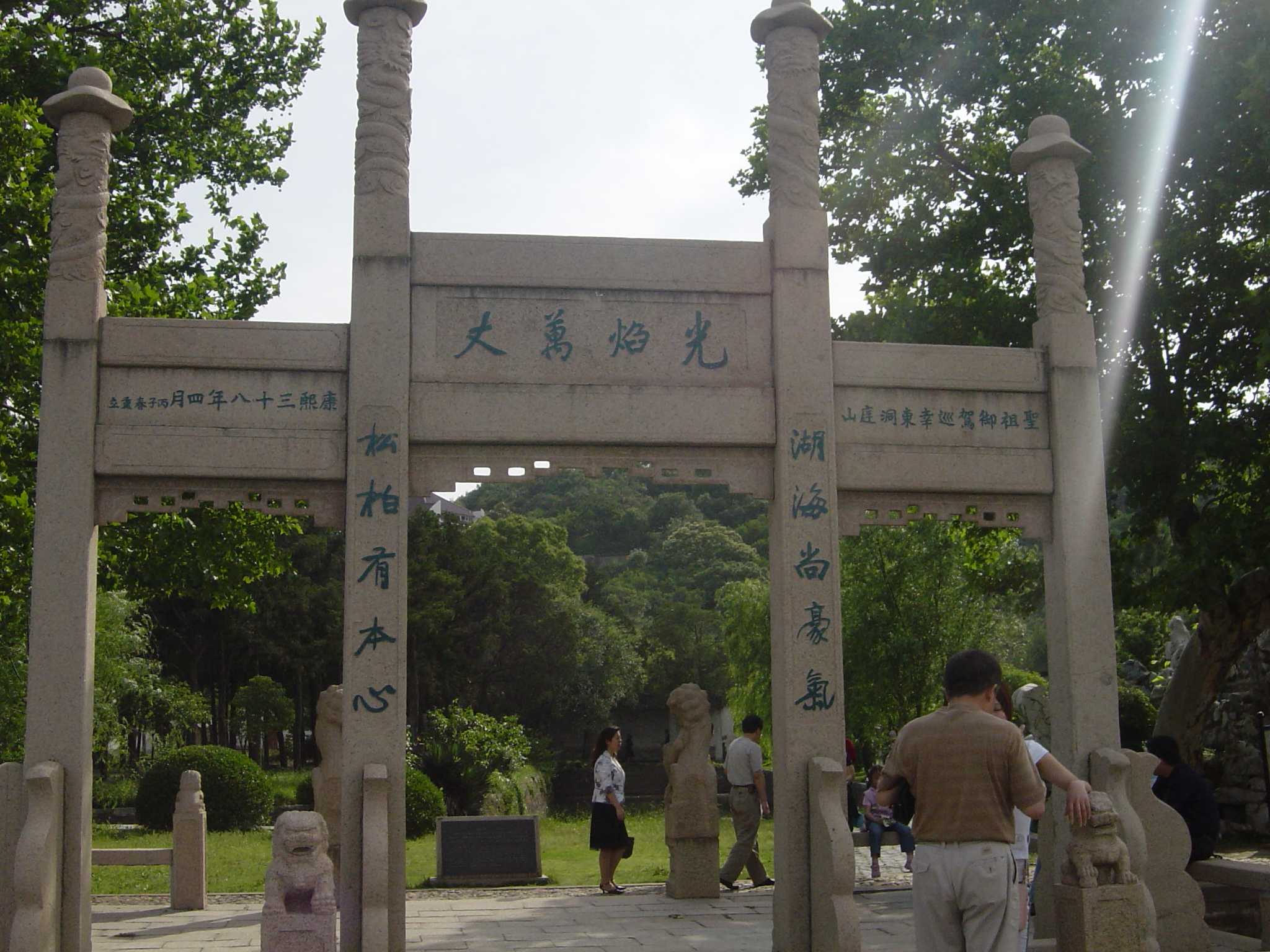
东洞庭山光焰万丈牌坊，嵌有康熙帝所赐匾额。

东洞庭山亦称洞庭东山，简称东山，为太湖当中一处半岛，位于中国江苏省苏州市。本为太湖当中一座岛屿，与西洞庭山相望，面积约60平方千米。清朝雍正年间因人工围垦形成半岛。传说隋朝将领莫厘在此屯兵，又称莫厘山；又传伍子胥曾迎母居于此地，古时也成胥母山。为泥盆纪砂岩山脉，东南较为陡峭，主峰莫厘峰海拔293米。